# 滚滚红尘 (电影)
《滾滾紅塵》是1990年上映的一部香港劇情片，由嚴浩執導，三毛编剧，林青霞、秦漢主演。本片入圍第27屆金馬獎及第10屆香港電影金像獎共二十項提名，最終榮獲金馬獎的最佳劇情片、最佳導演、最佳女主角（林青霞）、最佳女配角（張曼玉）、最佳攝影、最佳美術設計、最佳造型設計及最佳電影音樂。
2019年1月17日，甲上娛樂在其官方臉書粉絲團宣佈其經典數位修復版將在2019年3月8日全台獻映。

## 劇情
1943年在日本佔領下的東北紛亂不安，沈韶華因和同學初戀被父親關在閣樓裡，只能將被壓抑的情感注入寫作中，年復一年，韶華成了一位小有名氣的作家，終日構思著半自傳體小說《白玉蘭》。一次為日本人賣命的文化官員章能才（秦漢 飾）慕名造訪，兩人相戀。章能才身上沒有血債，但時常要躲避一些民族主義者的刺殺，但他卻資助那些人搬家。沈韶華的童年好友月鳳（張曼玉 飾）回來了，三人在一起度過了一段時日。中間一次出遊，他們見識了日本人對中國人的虐待，但因能才有通行證才得以暢通無阻。
中華民國抗日战争勝利，章能才被迫遠走。一幫無賴過來鬧事，要沈韶華交出章能才。幾經周折，沈韶華重新找到章能才，卻發現他與別的女人同居。沈韶華憤怒離去，月鳳帶著她的男友來見沈韶華。可不久月鳳跟男友參加學生示威，被包圍學校的軍警射殺。
第二次國共內戰爆發，局勢混亂。中共對知識分子徹底洗腦，韶華宣稱封筆，靠著單戀她的余老闆度日。一日在街上偶遇能才，卻被一潑婦打傷。余老闆弄到兩張船票想和韶華一同逃出中國大陸，韶華將余老闆送給自己的、僅有的一張船票給了能才，自己在岸邊目送他離開。
最終沈韶華過上了平凡生活，在另一個動亂時代死去。章能才四十年後回到中國大陸尋找愛人，公安人員交給他一本沈韶華的小說《白玉蘭》。

## 歌曲
主题曲《滾滾紅塵》（1990年，滾石唱片）
- 作曲：羅大佑
- 填詞：羅大佑、林夕
- 主唱：陳淑樺（國語）袁鳳瑛(粵語版）

## 獎項
| 年份 | 頒獎典禮             | 獎項         | 名字                                                | 結果 |
| ---- | -------------------- | ------------ | --------------------------------------------------- | ---- |
| 1990 | 第27屆金馬獎         | 最佳劇情片   |                                                     | 獲獎 |
| 1990 | 第27屆金馬獎         | 最佳導演     | 嚴浩                                                | 獲獎 |
| 1990 | 第27屆金馬獎         | 最佳女主角   | 林青霞                                              | 獲獎 |
| 1990 | 第27屆金馬獎         | 最佳女配角   | 張曼玉                                              | 獲獎 |
| 1990 | 第27屆金馬獎         | 最佳原作劇本 | 三毛、嚴浩                                          | 提名 |
| 1990 | 第27屆金馬獎         | 最佳攝影     | 潘恆生                                              | 獲獎 |
| 1990 | 第27屆金馬獎         | 最佳美術設計 | 張西美、廖鳳平                                      | 獲獎 |
| 1990 | 第27屆金馬獎         | 最佳造型設計 | 張西美                                              | 獲獎 |
| 1990 | 第27屆金馬獎         | 最佳剪輯     | 鄒長根                                              | 提名 |
| 1990 | 第27屆金馬獎         | 最佳錄音     | 新藝錄音室                                          | 提名 |
| 1990 | 第27屆金馬獎         | 最佳電影音樂 | 史擷詠                                              | 獲獎 |
| 1990 | 第27屆金馬獎         | 最佳電影插曲 | 羅大佑                                              | 提名 |
| 1991 | 第10屆香港電影金像獎 | 最佳電影     |                                                     | 提名 |
| 1991 | 第10屆香港電影金像獎 | 最佳導演     | 嚴浩                                                | 提名 |
| 1991 | 第10屆香港電影金像獎 | 最佳編劇     | 三毛、嚴浩                                          | 提名 |
| 1991 | 第10屆香港電影金像獎 | 最佳女配角   | 張曼玉                                              | 提名 |
| 1991 | 第10屆香港電影金像獎 | 最佳攝影     | 潘恆生                                              | 提名 |
| 1991 | 第10屆香港電影金像獎 | 最佳剪接     | 鄒長根                                              | 提名 |
| 1991 | 第10屆香港電影金像獎 | 最佳電影配樂 | 史擷詠                                              | 提名 |
| 1991 | 第10屆香港電影金像獎 | 最佳電影歌曲 | 〈滾滾紅塵〉 主唱：陳淑樺 作曲：羅大佑 填詞：羅大佑 | 提名 |

## 逸事
據稱影片中的男女主角分別影射張愛玲與胡蘭成。
該片是在臺灣展開演藝生涯的秦漢首次赴中國大陸拍片。